# Pratham (satellite)
Pour l’article homonyme, voir Pratham.
Pratham est  un satellite artificiel d'initiative étudiante d'étude et de recherche scientifique appartenant à l'Indian Institute of Technology de Bombay, sous la direction du Professeur K. Sudhakar, dont la mission primaire est la quantification du contenu électronique total (TEC) de l'ionosphère. Le projet est développé conjointement avec l'Université Paris Diderot,, et l'Institut de physique du globe de Paris dans le cadre scientifique du projet. Le projet a notamment reçu les encouragements de Michael Griffin ainsi que de Boeing.

## Mission scientifique
La mission scientifique principale attribuée au satellite consiste en la mesure du contenu électronique total de l'ionosphère au-dessus de Paris et Bombay. Deux antennes croisées envoient deux ondes linéairement polarisées à différentes fréquences fixes. La mesure des gains de phase et d'amplitude des signaux au sol permettent ainsi d'appliquer l'effet Faraday.
Le matériel de volume 260³ mm³ et de masse 7 kg dispose à son bord d'un microcontrôleur Atmel AT91M40080, de mémoires EPROM Atmel AT27BV040 ainsi que d'une mémoire non-volatile TI bq4015LYMA-70N.